# 大坑口水库
大坑口水库是中国广东省肇庆市四会市境内的一座水库，建于1958年。水库集雨面积为4.28平方千米。